# 悪魔の呼ぶ海へ
『悪魔の呼ぶ海へ』（原題：The Weight of Water）は、2000年のアメリカ映画。原作はアニタ・シュレーヴによる同名小説。
2000年のトロント国際映画祭で上映され、2002年11月1日にアメリカ合衆国で一般公開される。日本ではビデオスルーとなった。

## キャスト
| 役名               | 俳優                             | 日本語吹替   |
| ------------------ | -------------------------------- | ------------ |
| ジーン             | キャサリン・マコーマック         | 金沢映子     |
| マレン             | サラ・ポーリー                   | 岡寛恵       |
| トーマス           | ショーン・ペン                   | 吉見一豊     |
| ワグナー           | キアラン・ハインズ               | 谷昌樹       |
| ジョン             | ウルリク・トムセン               | 金子由之     |
| エヴァン           | アンダース・W・ベアテルセン      | 佐藤晴男     |
| 裁判長             | ジョセフ・ルッテン               | 塚田正昭     |
| リッチ             | ジョシュ・ルーカス               | 飯島肇       |
| アデリーン         | エリザベス・ハーレイ             | 柳沢真由美   |
| プレイステッド判事 | リチャード・ドナット             | 堀部隆一     |
| カレン             | カトリン・カートリッジ           | 大野エリ     |
| アネット           | ヴィネッサ・ショウ               | 泉久実子     |
| 牧師               | ピーター・コボルド               | くわはら利晃 |
| 若きエヴァン       | ヤン・トーレ・クリストファーソン | 二出川ユキ   |

## 評価
レビュー・アグリゲーターのRotten Tomatoesでは65件のレビューで支持率は35%、平均点は5.10/10となった。Metacriticでは22件のレビューを基に加重平均値が45/100となった。